# Екатерина Вюртембергская (1821—1898)
Принцесса Екатерина Фридерика Шарлотта Вюртембергская (24 августа 1821[…], Штутгарт — 6 декабря 1898[…], Штутгарт) — принцесса Вюртембергская, мать короля Вюртемберга Вильгельма II.

## Жизнь
Екатерина родилась в семье Вильгельма I, короля Вюртемберга и его третьей жена Паулины Терезы Вюртембергской. Её родители приходились друг другу двоюродными родственниками. Позже в семье родились принц Карл, будущий король Вюртемберга и принцесса Августа Вильгельмина, в браке принцесса Саксен-Веймар-Эйзенахская. У Екатерины были две сводные сестры от второго брака отца с великой княгиней Екатериной Павловной: Мария и София, в будущем королева Нидерландов.
20 ноября 1845 года принцесса Екатерина вышла замуж за своего двоюродного брата принца Фридриха Вюртембергского. Он был сыном принца Павла Карла Вюртембергского и его супруги Шарлотты Саксен-Гильдбурггаузенской. В браке родился один ребёнок, Вильгельм, последний король Вюртемберга. Он был женат на принцессе Шарлотте Шаумбург-Липпской, но брак был бездетным. Супруг Екатерины умер в 1870 году. Екатерина была описана, как «суровая и старая овдовевшая принцесса, с мужским лицом, одетая обычно в фиолетовые или лиловые платья». Практически всё время она проживала на вилле Зеефельд в Швейцарии. Скончалась Екатерина через 28 лет после смерти супруга в 1898 году в возрасте 77 лет в Штутгарте.
24 апреля 1836 года принцесса Екатерина Фридерика была пожалована орденом Святой Екатерины большого креста.